# Coober Pedy
Coober Pedy je město na severu Jižní Austrálie, ležící 846 km severním směrem od Adelaide na Stuart Highway. V roce 2013 v něm žilo 1695 obyvatel (včetně 268 Aboriginců). Je označováno za „hlavní město opálů“, kvůli množství vzácných opálů, které jsou zde těženy. Avšak ještě známější je díky podzemním domům, vybudované většinou v bývalých dolech z důvodu ukrytí se před celodenním žárem. Jméno města pochází z aboriginského názvu kupa–piti, což znamená „díra bílého muže“.

## Přehled
Oblast po dlouhou dobu obývali Aboriginci. První evropský cestovatel, který prošel blízko budoucího města, byl Skot John McDouall Stuart roku 1858, ale město bylo založeno až v roce 1915, kdy zde byly objeveny opály. Horníci se sem začali stěhovat o rok později. Roku 1999 zde už bylo více než 250 000 vstupů do šachet a zároveň byl vydán zákon, který zabraňoval těžbě ve velkém měřítku. Drsné letní teploty přinutily mnoho obyvatel bydlet v jeskyních vyhloubených do úbočí kopců. Vyhloubení standardní jeskyně s třemi ložnicemi, kuchyní, koupelnou a salonkem stojí stejně jako klasický nový dům. Skála udržuje v jeskyni stálou teplotu, zatímco lidé žijící na povrchu potřebují klimatizaci, zvláště během letních měsíců, kdy teploty často přesahují 40 °C. Během takových dnů se vlhkost vzduchu jen vzácně vyšplhá nad 20 % a nebe je obvykle bez mraků. Průměrná maximální teplota je 30–32 °C, i když zimy mohou být docela chladné.

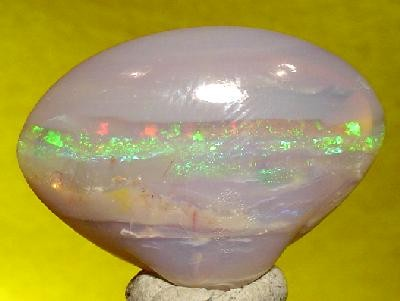
Zopalizovaná schránka měkkýše

Coober Pedy je velmi malé město, zhruba na půl cesty mezi Adelaide a Alice Springs, které se stalo populární zastávkou pro turisty, hlavně od dokončení Stuart Highway roku 1987. Zajímavé lokality v Coober Pedy zahrnují místní doly, hřbitov a podzemní kostely. První strom ve městě byl vysvářen ze železného šrotu a dodnes stojí na vrcholu kopce nad městem. Město i jeho okolí bylo pro svou fotogeničnost vyhledáváno filmaři. Ve městě samotném se odehrával děj filmu Opal Dream, jeho okolí zase posloužilo pro filmy Šílený Max a Dóm hromu, Rudá planeta, Dobrodružství Priscilly, královny pouště, Černočerná tma a Pozdrav od juggerů. Ve všech výše zmíněných snímcích si místní obyvatelé zahráli jako kompars. Město je také ukázáno v seriálu The Amazing Race a je námětem několika knih. Město se též objevilo v open world závodní hře Forza Horizon, konkrétně v jejím třetím pokračování.

## Sport a rekreace
Místní golfové hřiště je zcela bez trávy a většinou se na něm hraje v noci se světélkujícími míčky z důvodu nesnesitelných veder, které zde panují za denního světla. Ve městě také sídlí klub australského fotbalu, Coober Pedy Saints. Kvůli izolaci od zbytku světa musí tým cestovat přes 900 km do Roxby Downs, kde hraje zbytek ligových klubů.

## Podnebí

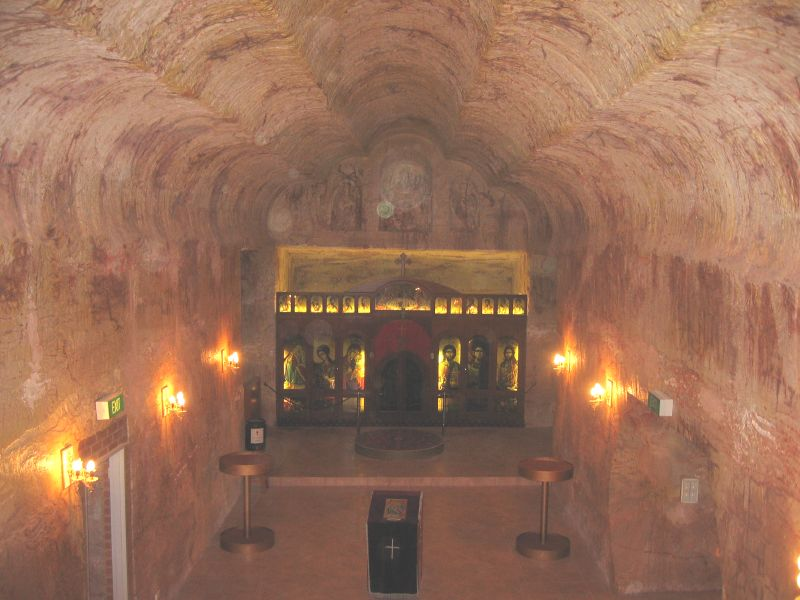
Podzemní kostel

Coober Pedy má podle Köppenovy klasifikace pouštní podnebí. Nemá zdroj vody, ten je vzdálen přes 20 km.

## Média
V Coober Pedy lze naladit jak místní, tak celonárodní rádio a televizi. Místní noviny Coober Pedy News vychází jednou týdně.

## Doprava
Město je obsluhováno každodenním autobusovým spojením do Adelaide. Coober Pedy je výchozí místo k cestě do outbackových komunit Oodnatta a William Creek. Dvakrát týdně tam z Coober Pedy vyráží poštovní služba doručující poštu, pasažéry a různý náklad. V Coober Pedy je také letiště, odkud létají přímé spoje do Adelaide.

## Ropné rezervy
Město leží na hranici zvané Arckaringa Basin. V říjnu 2013 společnost Linc oznámila, že v Arckaringa Basin se nachází naleziště nekonvenční ropy (v ropných živicích). Zásoby této suroviny jsou odhadovány na 233 mld. barelů, což je hodnota srovnatelná s rezervami Saúdské Arábie a cca 12 % celosvětových ropných rezerv.